# 醴陵市
醴陵市（れいりょうし）は、中華人民共和国湖南省株洲市に位置する県級市。

## 歴史
秦代は臨湘県に属し、前漢初に醴陵侯が封じられ、後漢により醴陵県が設置された。隋初に長沙県に一時編入されたが、621年（武徳4年）に唐により醴陵県が再設置された。1985年に県級市に改編され現在に至る。

## 行政区画
- 街道弁事所：陽三石街道、仙岳山街道、国瓷街道、来竜門街道、長慶街道
- 鎮：白兎潭鎮、浦口鎮、王仙鎮、泗汾鎮、沈潭鎮、船湾鎮、均楚鎮、東富鎮、石亭鎮、孫家湾鎮、官荘鎮、嘉樹鎮、板杉鎮、潙山鎮、楓林鎮、李畋鎮、明月鎮、左権鎮、茶山鎮
- 醴陵経済開発区

## 姉妹都市･提携都市
友好都市
- 瑞浪市（日本国 中部地方 岐阜県）